# آیتور گارمندیا
آیتور گارمندیا (اسپانیایی: Aitor Garmendia‎؛ زادهٔ ۳ مارس ۱۹۶۸) دوچرخه‌سوار اهل اسپانیا است. وی در مسابقات تور دو فرانس و جیرو دیتالیا شرکت کرده است.